# Cleistocactus clavispinus
Cleistocactus clavispinus ist eine Pflanzenart in der Gattung Cleistocactus aus der Familie der Kakteengewächse (Cactaceae). Das Artepitheton clavispinus leitet sich von den lateinischen Worten clava für ‚Keule‘ sowie -spinus für ‚-bedornt‘ ab und verweist auf die an ihrer Basis verdickte Mitteldornen der Art.

## Beschreibung
Cleistocactus clavispinus wächst strauchig mit meist an der Basis verzweigten, aufrechten Trieben, die bei Durchmessern von 8 bis 10 Zentimetern eine Länge von 20 bis 80 Zentimetern erreichen. Die Wurzeln sind verdickt. Es sind 14 bis 20 Rippen vorhanden, auf denen sich dicht gedrängte Areolen. befinden. Die 2 bis 3 steifen Mitteldornen sind grau mit einer dunkleren Spitze und bis 3 Zentimeter lang. Die bis 30 braunen Randdornen sind kräftig und bis 1,5 Zentimeter lang.
Die stark gebogenen, roten Blüten sind bis 8 Zentimeter lang.

## Verbreitung und Systematik
Cleistocactus clavispinus ist in der peruanischen Ica im Tal des Río Nazca verbreitet.
Die Erstbeschreibung als Loxanthocereus clavispinus erfolgte 1957 durch Werner Rauh und Curt Backeberg. Carlos Ostolaza stellte die Art 1998 in die Gattung Cleistocactus.
Cleistocactus clavispinus ist möglicherweise eine natürliche Hybride zwischen Cleistocactus acanthurus und Haageocereus pseudomelanostele subsp. turbidus.

## Nachweise